# Forest for the Trees
Forest for the Trees fue un grupo iniciado por Carl Stephenson en 1993. El proyecto sólo produjo un álbum único completo durante su duración, homónimo. El álbum salió a la luz en 1997, después de haber sufrido un retraso de lanzamiento a causa de una crisis nerviosa sufrida por Stephenson, quién había trabajado en su producción durante años. El grupo llegó a ser integrado por músicos de la talla de Beck, John "coz" Acosta, Mark Petersen, Papa Bear Martinez, Don Device, Jasper & Amadeus. En 2006 produjeron un álbum inédito el cual la ahora desaparecida discográfica DreamWorks Records omitió y decidió no sacarlo al mercado. 
Stephenson, además de ser el creador, es el productor del grupo y es un destacado y polifacético músico al interpretar la guitarra, la cítara, la  batería, los teclados y el didyeridú.
Forest for the trees imprime a su música un amplio collage de sonidos, incluidos placenteros sonidos ambientales, bongs de riego y viento sobre los árboles e infectándolos con extraños sonidos cotidianos como de contestadores automáticos e inclusiones de hip hop, fusión que enriquece un espíritu de psicodelia que los hace característicos.
Forest for the trees utiliza abstractas letras para expresar corrientes filosóficas como el existencialismo, del cual intrínsecamente demuestran influencias del budismo, creando un sonido propio e inconfundible.

## Discografía
- Forest For The Trees (1997)
- The Sound Of Wet Paint (1999)

- Datos: Q5469149